# 松尾嘉右ヱ門

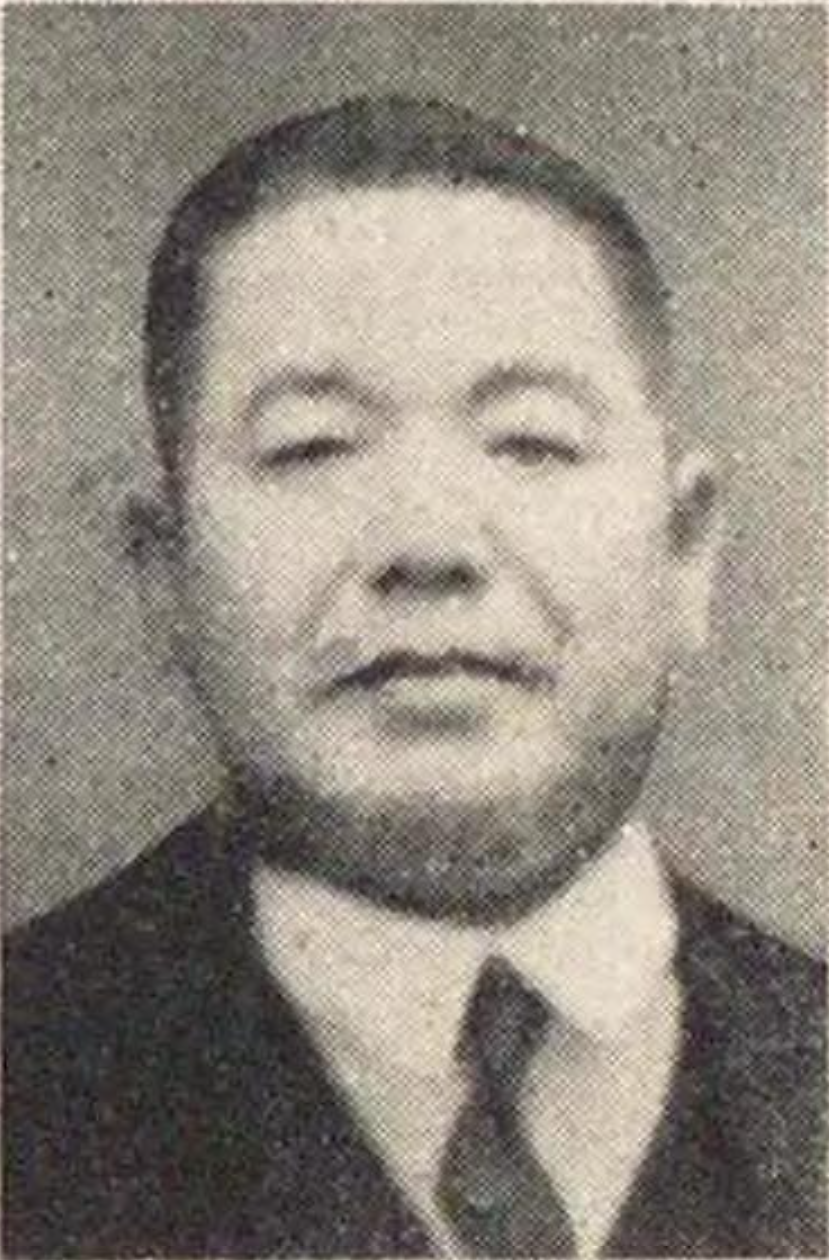
松尾嘉右ヱ門

松尾 嘉右ヱ門（嘉右衛門、まつお かえもん、1891年（明治24年）11月17日 - 1966年（昭和41年）7月6日）は大正から昭和時代の政治家、実業家。貴族院多額納税者議員。

## 経歴
松尾芳太郎の弟として、三重県に生まれる。1922年（大正11年）分家する。1912年（大正元年）神奈川県橘樹郡生見尾村（鶴見町を経て現横浜市鶴見区）に移り、土木建築請負業松尾組を創立。旭ガラス、スタンダード、品川鶴見間の京浜電鉄工事、川崎昭和肥料、鶴見瓦斯などの工事を引き受け完成させた。
この間、神奈川県土木組合評議員、鶴見潮田町町内会長、衛生組合長、方面委員を歴任。1941年（昭和16年）以降は神奈川県土木建築工業組合、同連合会、同木工工業組合連合会各理事長、神奈川県中小商工業者共助会、関東土木建築統制組合各理事、神奈川商工経済会評議員、神奈川県労務協議会会長、日本赤十字社社員などを務めた。
1946年（昭和21年）神奈川県多額納税者として補欠選挙で貴族院議員に互選され、同年9月20日から1947年（昭和22年）5月2日の貴族院廃止まで在任した。同成会に属した。その後公職追放となる（1951年追放解除）。